# Hyaleucerea trifasciata
Hyaleucerea trifasciata là một loài bướm đêm thuộc phân họ Arctiinae, họ Erebidae.